# Parkinsonizm
Parkinsonizm – zespół neurologiczny znamienny dla uszkodzeń układu pozapiramidowego, zwłaszcza istoty czarnej i gałki bladej, charakteryzujący się objawami:
- drżenia (o charakterze spoczynkowym)
- spowolnienie ruchów (bradykinezja)
- zubożenie ruchów (zmniejszona aktywność)
- trudności w utrzymaniu prawidłowej postawy ciała
- hipomimia lub amimia
- monotonna mowa
- wzmożenie napięcia mięśni (sztywność mięśni).

## Etiologia
Jeżeli wykluczono chorobę Parkinsona, diagnostyka różnicowa obejmuje: 
- AIDS, które może czasem prowadzić do objawów choroby Parkinsona, ze względu na powszechne powodowanie zaburzenia dopaminergicznych[2].
- zwyrodnienie korowo-podstawne[1]
- chorobę Creutzfeldta-Jakoba[3]
- otępienie z ciałami Lewy’ego[1]
- przyczyny farmakologiczne –  ze względu na udział obwodów dopaminergicznych w powstawaniu parkinsonizmu oraz psychoz, możliwe jest wystąpienie parkinsonizmu polekowego w przewlekłych zaburzeniach psychicznych i po użyciu innych substancji (np. po lekach przeciwpsychotycznych, metoklopramidzie, MPTP[4])[1].
- zapalenie mózgu von Economo[1]
- zanik wieloukładowy[5]
- chorobę Hallervordena-Spatza[6]
- postępujące porażenie nadjądrowe[1]
- toksyczność substancji, takich jak tlenek węgla[7], dwusiarczek węgla[7], mangan[7], parakwat[8], heksan, rotenon, i toluenu, tal, lit, związki ołowiu.
- przyczyny naczyniowe – miażdżyca, udar mózgu[9]
- chorobę Wilsona – zaburzenie genetyczne, w którym dochodzi do nieprawidłowej akumulacji miedzi. Nadmiar miedzi może prowadzić do powstania kompleksu miedzi-dopaminy, co prowadzi do utleniania dopaminy do aminochromu[10].
- zespół paraneoplastyczny. Objawy neurologiczne są spowodowane przez przeciwciała związane z występowaniem różnych nowotworów.
- guz mózgu
- uraz głowy.

Wyodrębnia się także procesy zwyrodnieniowe mózgu, gdzie objawom parkinsonizmu towarzyszą też inne zaburzenia, np. otępienie, czy objawy ze strony układu piramidowego. W tych przypadkach stosuje się termin „parkinsonizm plus”. Generalnie parkinsonizm zaliczany jest do wskaźników zaburzeń układu pozapiramidowego.